# Cheshire East

Localisation du district de Cheshire East

Cheshire East (littéralement, l’« Est-du-Cheshire » ou « Cheshire-Oriental ») est un territoire relevant d’une autorité locale unique ayant le statut de borough dans le Cheshire, en Angleterre.
Il est créé en avril 2009 par le Local Government and Public Involvement in Health Act 2007 (en). Il rassemble les anciens districts de Macclesfield, Congleton et Crewe and Nantwich, et prend les compétences de l'ancien Conseil de comté de Cheshire (en). Les trois autres anciens districts du Cheshire (Chester City, Ellesmere Port & Neston et Vale Royal) fusionnent également pour former l'autorité unitaire de Cheshire West and Chester.

## Source
- (en) Cet article est partiellement ou en totalité issu de l’article de Wikipédia en anglais intitulé « Cheshire East » (voir la liste des auteurs).